# Савез хокеја на леду Хрватске
Хокејашки савез Хрватске (хрв. Hrvatski savez hokeja na ledu) кровна је спортска организација задужена за хокеј на леду и инлајн хокеј на подручју Републике Хрватске.
Савез координира рад хрватске мушке и женске хокејашке репрезентације, те организује домаћа првенствена такмичења у хокеју на леду и инлајн хокеју.
Пуноправни је члан Светске хокејашке федерације (ИИХФ) од 6. маја 1992. године.

## Историјат хокеја на леду у Хрватској
Прва хокејашка утакмица на отвореном на подручју Хрватске одиграна је у зиму 1916. у Загребу између ХАШК-а и ПХСД-а. Нешто касније 1922. основано је и локално загребачко удружење за промоцију клизања, скијања и хокеја на леду.
Прва утакмица по канадским (стандардним) хокејашким правилима одиграна је 3. фебруара 1924. на природном леду крај некадашњег хотела „Еспланаде“ између ХАШК-а и Загребачког клизачког друштва, коју је ХАШК добио са 4:1.
Хокеј као спорт доживљава интензивнији развој почетком 1930-их оснивањем 4 хокејашке секције у у оквирима спортских друштава Маратон и Конкордија у Загребу, Карловачког спортског друштва из Карловца, те у оквирима сисачке Славије (1931) и у Вараждину (1935).
Савез клизања и хокеја на леду Хрватске основан је у Загребу 9. децембра 1935. године са циљем детаљније промоције ових зимских спортова у том делу тадашње Југославије.
Прво првенство тадашње Бановине Хрватске одржано је 1938. уз учешће клубова из Загреба, Сиска, Карловца и Вараждина.
До интензивнијег развоја хокејашког спорта у Хрватској долази након Другог светског рата. Први значајнији успех хрватских клубова биле су титуле првака ФНР Југославије које је у сезонама 1946. и 1949. освајала загребачка Младост (основана 1946. на иницијативу Драгутина Фридриха). Годину дана касније у Загребу је основан још један хокејашки клуб КХЛ Загреб који се 1960. фузионисао са новооснованим клубом Медвешчаком. Исте године на Шалати у Загребу је постављена и прва подлога са вештачким ледом.
Године 1966. у Загребу је одржано и светско првенство у хокеју на леду групе Б. Друга вештачка ледена површина постављена је 1971. у загребачком Дому спортова.
Хрватски савез хокеја на леду примљен је у пуноправно чланство ИИХФ-а 6. маја 1992. године

## Савез у бројкама
Према подацима ИИХФ-а (из 2013) на територији Хрватске постоје укупно 552 регистрована играча (од чега 51 женски) и 15 лиценцираних судија. У земљи постоје и два затворена и 4 отворена терена за хокеј на леду.